# Opius vulcanicus
Opius vulcanicus är en stekelart som beskrevs av Vladimir Ivanovich Tobias 1998. Opius vulcanicus ingår i släktet Opius och familjen bracksteklar. Inga underarter finns listade i Catalogue of Life.